# Elizabeth Cady Stanton
Elizabeth Cady Stanton (Johnstown, New York, 12 de novembro de 1815 — 26 de outubro de 1902) foi uma feminista, ativista social e abolicionista estadunidense, uma figura líder do movimento pelos direitos das mulheres. Sua Declaração de Sentimentos, apresentado na Convenção de Seneca Falls realizada em 1848 em Seneca Falls, Nova York, é muitas vezes creditado com o início da organização e movimento pelos direitos das mulheres e sufrágio feminino nos Estados Unidos. Stanton foi presidente da National Woman Suffrage Association de 1892 até 1900.
Antes de Stanton estreitar seu foco político quase exclusivamente aos direitos das mulheres, ela era uma ativa abolicionista com o marido Henry Brewster Stanton (co-fundador do Partido Republicano) e seu primo Gerrit Smith. Ao contrário de muitos dos envolvidos no movimento pelos direitos das mulheres, Stanton abordou várias questões relativas à mulher, além dos direitos ao voto. Suas preocupações incluíam parentais e custódia para as mulheres, direitos de propriedade, direitos ao emprego e renda, divórcio, a saúde econômica da família, e controle de natalidade. Ela também foi uma defensora do movimento de temperança do século 19.
Após a Guerra Civil Americana, o compromisso da Stanton ao sufrágio feminino causou um cisma no movimento pelos direitos das mulheres, quando ela, juntamente com Susan B. Anthony, se recusou a apoiar a as emendas XIV e XV da Constituição dos Estados Unidos. Ela se opôs a ser dado  direitos de proteção e voto para homens afro-americanos, enquanto as mulheres, negras e brancas, fossem negadas os mesmos direitos. Sua posição sobre esta questão, juntamente com seus pensamentos sobre o cristianismo organizado e as questões das mulheres para além dos direitos de voto, levou à formação de duas organizações separadas pelos direitos das mulheres que depois foram juntadas, com Stanton como presidente da organização conjunta, cerca de vinte anos depois de sua ruptura do movimento pelo sufrágio das mulheres. Stanton morreu em 1902, sendo autora de The Woman's Bible e sua autobiografia Eighty Years and More, junto com muitos artigos e folhetos relativos ao sufrágio feminino e os direitos das mulheres.

## Biografia
Começou sua carreira como abolicionista, e quando um grupo de oito mulheres foi banido do World's Anti-Slavery Convention de 1840, em Londres, que ela e Lucretia Mott, duas das delegadas banidas, resolveram fundar uma convenção pelos direitos das mulheres, em 1848. Outras delegadas frustradas, como Mary Grew, se juntaram, e o movimento pelos direitos femininos acabou surgindo em Seneca Falls.
Ela formou uma aliança com a líder feminista Susan B. Anthony; durante o dia, elas cuidavam juntas da casa e dos filhos, e, à noite, se armavam de munição e se preparavam para atacar o inimigo. Elizabeth Stanton descreveu a relação entre as duas em termos românticos, dizendo também que preferia uma tirania de seu próprio sexo, e que era submissa a Susan.
Anthony e Stanton formaram a primeira convenção sufragista depois da Guerra Civil Americana, em 1869, que fundou a National Woman Suffrage Association.
Elizabeth Cady Stanton foi casada e teve sete filhos.
Foi sepultada no Cemitério de Woodlawn.